# 8667 Fontane
8667 Fontane este un asteroid din centura principală de asteroizi.

## Descriere
8667 Fontane este un asteroid din centura principală de asteroizi. A fost descoperit pe 9 aprilie 1991 la Tautenburg de Freimut Börngen. El prezintă o orbită caracterizată de o semiaxă mare de 2,42 ua, o excentricitate de 0,10 și o înclinație de 6,8° în raport cu ecliptica.